# 317 v. Chr.
Portal Geschichte | Portal Biografien | Aktuelle Ereignisse | Jahreskalender | Tagesartikel

◄ |
5. Jahrhundert v. Chr. |
4. Jahrhundert v. Chr. |
3. Jahrhundert v. Chr. |
►

◄ | 330er v. Chr. | 320er v. Chr. | 310er v. Chr. | 300er v. Chr. |
290er v. Chr. |
►

◄◄ | ◄ | 320 v. Chr. | 319 v. Chr. | 318 v. Chr. | 317 v. Chr. |
316 v. Chr. |
315 v. Chr. |
314 v. Chr. |
► |
►►

## Ereignisse

### Reich Alexander des Großen
- Frühjahr: Polyperchon schickt seinen Sohn Alexander nach Athen, um gegen Nikanor, der Munychia besetzt hält, vorzugehen. Wenig später landet Kassander jedoch mit 35 Schiffen in Piräus.
- Sommer: Polyperchon gewinnt die Poleis der Peloponnes für seine Sache, scheitert aber bei der Belagerung von Megalopolis. Sein Admiral Kleitos wird kurz darauf in der Schlacht von Byzantion nach anfänglichen Erfolgen von Antigonos und Nikanor vernichtend geschlagen. Antigonos wendet sich dann ostwärts, um gegen Eumenes in Syrien zu kämpfen. Damit überlässt er Kassander die Herrschaft über die Ägäis.
- Herbst: Kassander gewinnt Athen, wo er Demetrios von Phaleron als Statthalter einsetzt. Auch in Makedonien setzt er sich durch und wird als Regent für Philipp III. Arrhidaios anerkannt. Kassanders Rivale, Polyperchon, flieht, gemeinsam mit Roxane und Philipps fünfjährigen Mitkönig Alexander IV., nach Epirus, wo er sich mit Olympias verbündet.
- Oktober: Während Kassander sich auf dem Peloponnes aufhält – Sparta errichtet zur Verteidigung erstmals Stadtmauern –, greifen Olympias und Polyperchon mit der Hilfe des Königs Aiakides von Epirus von dessen Königreich aus Makedonien an; das makedonische Heer läuft zu ihnen über.
- 25. Dezember: Olympias lässt den geisteskranken König von Makedonien, Philipp III. Arrhidaios, der in ihre Hände gefallen war, vergiften. Philipps Ehefrau Eurydike begeht Selbstmord.

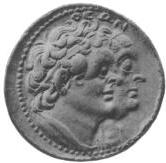
Kopf von Berenike I. mit ihrem Sohn Ptolemaios II.

- Der Diadoche Ptolemaios heiratet in Ägypten Berenike.

### Westliches Mittelmeer
- Agathokles gewinnt mit Hilfe einer Söldnerarmee (der Mamertiner) in einem Staatsstreich die Herrschaft in Syrakus.
- Die Römer erobern das apulische Forentum; in Lukanien stoßen sie bis Nerulum vor.

## Geboren
- Stratonike I., Seleukiden-Königin

## Gestorben
- 25. Dezember: Philipp III. Arrhidaios, König von Makedonien, vergiftet (* 352 v. Chr.)
- Poros, indischer König
- Kleitos der Weiße, makedonischer Feldherr